# Systemisch-funktionale Grammatik
Systemisch-funktionale Linguistik (SFL) ist eine funktionale Sprachtheorie, die von Michael Halliday in Großbritannien gestartet wurde, später in Australien weiter entwickelt wurde, und die heute weltweit bei Technologie wie Chatbots und GenIA sowie zur Diskursanalyse, Übersetzungsforschung, Sprachbeschreibung und Sprachlehre angewendet wird. Es gibt die internationale Vereinigung für die systemisch-functionale Linguistik (ISFLA) und einen jährlichen Kongress (z. B. ISFC50). Zu dieser Theorie gehören die systemisch-funktionale Beschreibung der englischen Sprache, die von Michael Halliday bis 2014 bearbeitet wurde und die Nigel-Sprachmodelle (inklusive für Englisch) an der Universität Bremen.
Funktionale Theorien versuchen zu klären, wie Bedeutungen von Wortlauten erzeugt werden (Semantik) und inwieweit der Kontext der Situation und des Diskurses einen Einfluss hat (Pragmatik). Dies ist eine grundlegend andere Betrachtungsweise als die Frage von Noam Chomsky („Was ist das finite Regelsystem, das genau alle grammatikalischen Sätze in einer Sprache erzeugt?“), wobei Fragen der Semantik und der Pragmatik zu einer späteren Interpretationsphase verschoben werden.
Die Systemisch-Funktionale Grammatik ist bestrebt, die Kluft zwischen der theoretischen und angewandten Linguistik zu überbrücken. Ihre Beschreibung des grammatischen Apparates fußt auf einer umfassenden Theorie – einer Theorie jedoch, die durch ihre Anwendung entstanden ist. Eben hierin unterscheidet sie sich von anderen Grammatiktheorien, wie etwa der rein auf die Kompetenz ausgerichteten Analysen Chomskys. Damit wird die Systemisch-Funktionale Grammatik zu einem Werkzeug für die Bearbeitung sowohl der Grammatik als auch von Bedeutung und Diskurs.
Bekannte Anhänger der Theorie sind:
- Ángela Downing
- Philip Locke
- Sidney Greenbaum
- Randolph Quirk